# Twilight Theater
Twilight Theater é o quinto álbum, em ordem cronológica, e o quarto álbum de estúdio da banda de rock finlandesa Poets of the Fall.
Foi lançado em 17 de março de 2010 pelo selo Insomniac.

## Histórico
Foi lançado na Finlândia e disponibilizado no iTunes a 17 de março de 2010 e a 29 de outubro foi lançado na Alemanha, Áustria e Suíça. Na primeira semana foi-lhe concedido o disco de ouro depois de saltar para o 1º lugar nas paradas finlandesas. A 9 de fevereiro de 2010 foi lançado o videoclipe para o single Dreaming Wide Awake, dirigido por Oskari Sipola. Foi o 311º álbum mais ouvido em 2010 no Last.fm.

## Faixas
Todas as faixas escritas e compostas por Markus Kaarlonen, Marko Saaresto e Olli Tukiainen. 
| N.º            | Título                | Duração |  |
| 1.             | "Dreaming Wide Awake" | 4:23    |  |
| 2.             | "War"                 | 5:06    |  |
| 3.             | "Change"              | 4:46    |  |
| 4.             | "15 Min Flame"        | 5:00    |  |
| 5.             | "Given and Denied"    | 4:17    |  |
| 6.             | "Rewind"              | 4:22    |  |
| 7.             | "Dying to Live"       | 3:46    |  |
| 8.             | "You're Still Here"   | 3:27    |  |
| 9.             | "Smoke and Mirrors"   | 5:17    |  |
| 10.            | "Heal My Wounds"      | 5:56    |  |
| Duração total: | Duração total:        | 46:16   |  |

## Créditos Musicais
- Marko "Mark" Saaresto: voz
- Olli "Ollie" Tukiainen: guitarra, violão
- Markus "Captain" Kaarlonen: teclados e efeitos

### Músicos de apoio
- Jaska "Daddy" Mäkinen: guitarra rítmica
- Jani Snellmann: baixo
- Jari Salminen: bateria

## Singles
| Single              | Data de Lançamento                                      | Posição |
| ------------------- | ------------------------------------------------------- | ------- |
| Dreaming Wide Awake | 3 de Fevereiro de 2010 (iTunes) 10 de Fevereiro de 2010 | #18     |
| War                 | 16 de Fevereiro de 2012                                 | -       |

## Desempenho nas Paradas Musicais e Certificações

### Álbum
| Ano  | País      | Certificadora | Posição | Certificações | Vendas  |
| ---- | --------- | ------------- | ------- | ------------- | ------- |
| 2008 | Finlândia | IFPI FIN      | #1      | ouro          | 10.000+ |